# Rozumowanie racjonalne
Rozumowanie racjonalne, „rozważne”, umyślne, świadome, opartym na regułach (ang. rational, deliberative, rule-based) – rodzaj rozumowania, który charakteryzuje się świadomością i kontrolą nad przeprowadzanymi w ramach niego operacjami myślowymi. Z operacjami tymi wiąże się przy tym konieczność podjęcia wysiłku oraz powolność. Niski jest tu również udział afektu (w tym zarówno emocji, jak i uczuć bez emocji).
W ramach rozumowania racjonalnego istnieje możliwość przetwarzania naraz tylko ograniczonej liczby informacji, a samo to rozumowanie operuje na ogólnych regułach, symbolach, słowach i liczbach. 
Angażowana jest tu pamięć krótkotrwała, w której znajdują się dane pozyskiwane drogą świadomego zaznajamiania się z nimi (np. poprzez czytanie, uważne słuchanie). Do tej pamięci mogą być też przywołane, drogą przypomnienia ich sobie, informacje znajdujące się w pamięci długotrwałej.
Wnioski postawione za pośrednictwem racjonalnego systemu rozumowania dają się też wytłumaczyć za pomocą zasad logiki i wskazania dowodów (przesłanek), na których są one oparte. 
Rozumowanie racjonalne  – w porównaniu z rozumowaniem intuicyjnym – ma niedługą historię ewolucyjną i cechuje głównie ludzi.
Rozumowanie racjonalne występuje w wielu dziedzinach ludzkiej aktywności, w tym w prawie, gdzie służy ono do wykonywania operacji na ogólnych regułach.